# 玉名市立月瀬小学校
玉名市立月瀬小学校（たまなしりつ つきぜしょうがっこう）は、かつて熊本県玉名市溝上にあった公立の小学校。
2018年（平成30年）3月末をもって閉校し、「玉名市立玉陵小学校」に統合された。

## 概要
歴史
1903年（明治36年）に創立。2018年（平成30年）に閉校し、114年の歴史に幕を下ろした。
校訓
「元気な子、かしこい子、やさしい子」
校章
桜の花弁を背景にして、中央に「月瀬」の文字を配している。
校歌
作詞は大仁田寧、作曲は梅沢信一による。歌詞は4番まであり、2番の歌詞中に校名の「梅林」が登場する。
通学区域
玉名市のうち「月田、溝上、青木、箱谷」であった。中学校区は玉名市立玉陵中学校であった。

## 沿革
前史
- 1872年（明治5年）-「箱谷小学校」が創立。
- 1875年（明治8年）-「溝上小学校」が創立。
- 1876年（明治9年) -「月田小学校」が創立。
- 1886年（明治19年） - 小学校令施行により、「尋常溝上小学校」、「尋常箱谷小学校」、「尋常月田小学校」に改称。
- 1889年（明治22年）4月1日 - 町村制施行により、玉名郡4村（青木・溝上・箱谷・月田）が合併の上、「月瀬村」が発足。
- 1892年（明治25年）-「溝上尋常小学校」、「箱谷尋常小学校」、「月田尋常小学校」に改称。

統合
- 1903年（明治36年）- 3校（溝上・箱谷・月田）を統合の上、「月瀬尋常小学校」となる。
- 1907年（明治40年）4月 - 高等科（2年制）を併置の上、「月瀬尋常高等小学校」（尋常科4年・高等科2年）に改称。
- 1908年（明治41年）4月 - 改正小学校令により、尋常科（義務教育年限）が4年制から6年制に改められる。従来の高等科1・2年が尋常科5・6年に改められるため、高等科を廃止し「月瀬尋常小学校」（尋常科6年）に改称。
- 1910年（明治43年）4月 - 高等科（2年制）を併置の上、「月瀬尋常高等小学校」（尋常科6年・高等科2年）に改称。
- 1941年（昭和16年）4月1日 - 国民学校令施行により、「玉名郡月瀬村月瀬国民学校」に改称。尋常科を初等科に改める。
- 1947年（昭和22年）4月1日 - 学制改革が行われる（六・三制の実施）。
  - 国民学校初等科は、新制小学校「月瀬村立月瀬小学校」に改組・改称。
  - 国民学校高等科は青年学校普通科とともに、新制中学校「月瀬村玉名村石貫村組合立 錦水中学校」に統合。
- 1954年（昭和29年）4月1日 - 3町9村の合併により「玉名市」が発足。「玉名市立月瀬小学校」（最終名）に改称。
- 1958年（昭和33年）4月1日 - 中学校の統合により、中学校区が玉名市立玉陵中学校に変更となる。

- 1981年（昭和56年）- 校舎を改築。

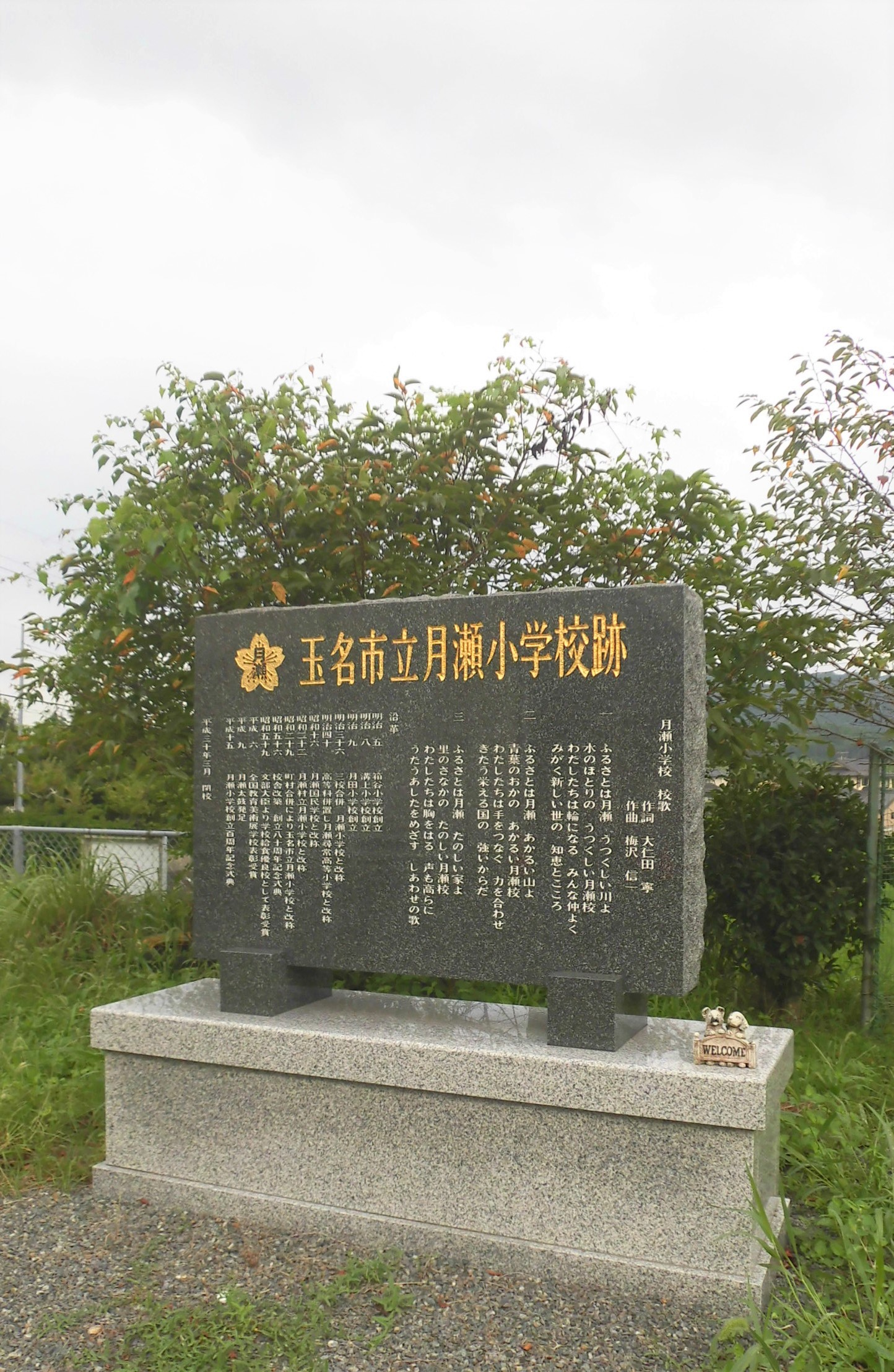
閉校記念碑

- 2003年（平成15年）- 創立100周年記念式典を挙行。
- 2008年（平成20年）4月 - 2学期制を導入。
- 2018年（平成30年）
  - 3月31日 - 統合のため閉校。114年の歴史に幕を閉じた。
  - 4月1日 - 玉名市立小学校6校（石貫・梅林・小田・玉名・月瀬・三ツ川）が統合し、「玉名市立玉陵小学校」が新設される。校地・校舎は玉名市立玉陵中学校に併設され、「玉陵学園」として小中一貫教育を開始した[1]。
  - 月瀬小学校の校舎は改修の上、跡地は現在「ダルマエレクトロニクス株式会社」の敷地となっている[4]。

## 交通アクセス
最寄りの幹線道路
- 熊本県道・福岡県道6号玉名立花線

## 周辺
- 月瀬簡易郵便局
- 西光明寺
- 光明寺
- 七社宮
- 若宮神社
- 菊池川（一級河川）